# The Skafeïnats
The Skafeïnats es un grupo de Ska Jazz creado en el sur Valencia (Comunidad Valenciana, España). Sus canciones están escritas y cantadas en valenciano (concretamente apitxat), su lengua materna.

## Historia
El estilo predominante es el ska, aunque también se atreven con el reggae-ragga, jazz o ritmos caribeños como el calypso, con predominio instrumental. Se expresan y transmiten su mensaje en su lengua materna, en valenciano. The Skafeïnats nació en el 2004 cuando un grupo de músicos de la banda de música de Sant Marcel·lí (barrio de Valencia) decidió ir más allá con sus inquietudes musicales y crear un proyecto con visión de futuro. Su primer concierto tuvo lugar en septiembre del 2005, actuando en las fiestas de su barrio; y desde entonces su trayectoria encima de los escenarios no ha cesado.
Entre junio y julio de 2007, entraron en el estudio para grabar el que sería su primer CD, "Ska Show", compuesto de 11 temas propios y un tema extra. El CD cuenta con la colaboración de amigos del grupo como Suca (Ki Sap), Natxo y Carles (Orxata Sound System), Ortega (Termofrígidus), entre otros... Finalmente el CD salió a la venta en julio de 2008.
Actualmente, The Skafeïnats compagina su trabajo en los escenarios con la elaboración de temas para su próximo disco.

## Discografía

### Ska Show (2008)
- Intro
- Itàlia
- Blanc i negre
- Als teus braços
- Capità Peskanova
- Nana negra
- Fusells i biberons
- Punys engarrotats
- L'illa Tropical
- Et marquen el camí
- El meu barri
- Punys engarrotats 2.0

- Datos: Q6145204